# Guasdualito
Guasdualito ist eine Stadt im venezolanischen Bundesstaat Apure und ein wichtiger Grenzpunkt zwischen Venezuela und Kolumbien. Guasdualito ist mit der kolumbianischen Stadt Arauca eng verbunden. Es ist Verwaltungssitz des Bezirks Páez. Die Stadt hatte im Jahr 2001 etwa 105.000 Einwohner.

## Geschichte
Die Achaguas wohnten in dieser Region, als die Europäer am Anfang des 16. Jahrhunderts ankamen. Abordnungen der Welser haben diese Region während ihrer Streitzüge besucht. Im Jahr 1750 wird eine Hazienda in der Nähe der Guasdualito-Region erwähnt. Im Jahr 1765 wurde Guasdualito schon als Siedlung betrachtet.